# Agrilus criddlei
Agrilus criddlei es una especie de insecto del género Agrilus, familia Buprestidae, orden Coleoptera.
Fue descrita científicamente por Frost, 1920.